# コルグ・DWシリーズ
コルグ・DWシリーズとは、1984年から1985年に掛けてコルグより発売されたD.W.G.S.音源方式(波形メモリ音源方式)のデジタルシンセサイザーのシリーズのことである。

## 概要
波形メモリ音源を搭載したシンセサイザーとしては世界初ではなく、コルグ・DWシリーズ登場時において、既に高価格帯においてPPG Waveが登場しており、音楽業界では人気を集めていた。
1984年にコルグ初のデジタルシンセサイザーとしてDW-6000が、1985年に波形と機能を追加したDW-8000が発売された。オシレーター部に当時としては画期的な、各種楽器に特徴的に見られる倍音成分を事前計算で合成して作成した波形を搭載したD.W.G.S.音源(波形メモリ音源)を採用した。これにより単純な発振回路を用いるアナログシンセサイザーに比べて複雑な倍音成分を持つ音を出力することが出来る。メモリに記録している波形は単純な波形でしかないが、この音源は1990年代に主流となるPCM音源方式の前段階でもある。
全体の構造は依然としてフィルターで波形を加工する減算方式であるため、正弦波を掛け合わせることにより波形をリアルタイムに作成するFM音源のヤマハ・DX7と比較して作成できる音色の幅が狭くリアルさに欠け、売り上げは芳しくない結果となった。D.W.G.S.音源に搭載された単純な波形は、後の時代の大容量な波形を用いるPCM音源では作成し難い極めて人工的な音色を持つため、逆に固有の魅力となり、後のコルグの製品にも新たな波形を追加されながら引き継がれている。

## 製品
DW-6000(1984年)
コルグ初のデジタルシンセサイザーである。8個の波形が256[kbit]ROM×2個に搭載されている。オシレーター部以外は全てアナログ回路で処理を行うため、ハイブリッドシンセサイザーにも分類される。同時発音数は6音である。
DW-8000(1985年)
DW-6000に波形増量と機能拡張を施し発売された製品である。16個の波形が256[kbit]ROM×4個に搭載されている。イニシャルタッチとアフタータッチとエフェクターを追加し、エフェクターに世界で初めてデジタルディレイを搭載した。鍵盤を廃したラック型音源のEX-8000も発売された。同時発音数は8音である。

## 使用された楽曲
- Emerson Lake & Powell - Love Blind(DW-8000によるブラス,リード)